# تناضح عكسي

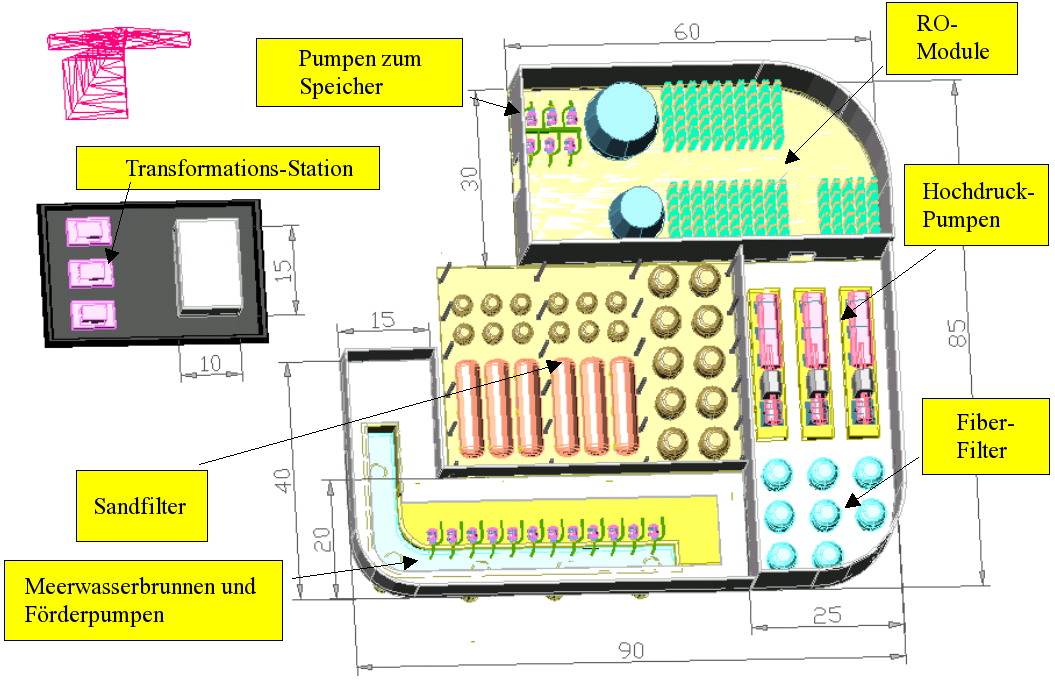
محطة لتحلية مياه البحر.

التناضح العكسي أو الأسموزية المعاكسة أو الإسموز العكسي (بالإنجليزية: Reverse Osmosis واختصارا RO)‏، هي عملية معاكسة للظاهرة الطبيعية المسماة بالتناضح. في التناضح العكسي ينتقل الماء من المحلول الأعلى تركيزا نحو الأدنى عبر غشاء شبه نافذ باستخدام الضغط. وهي طريقة متَّبعة لتنقية المياه بمرورها بعدد من المراحل يفصل بعدها الماء عن الأملاح والمعادن الأخرى.

## مبدأ عمل التناضح العكسي

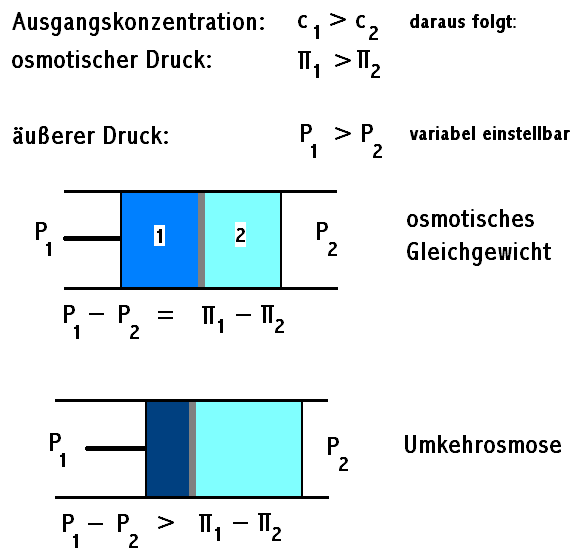
حالة التوازن الأسموزي (فوق)، وحالة الضغط الأسموزي العكسي (أسفل) p1> p2.

يوجد السائل المراد خفض ملوحته على ناحية من غشاء شبه نفاذ وعلى الناحية الأخرى المحلول المراد رفع تركيزه. يعرَض الأخير لضغط بحيث يكون هذا الضغط أعلى من الضغط الأسموزي للماء المالح. بهذا يمكن لجزيئات السائل التحرك ضد اتجاه تحركها الأسموزي «الطبيعي»، ويعمل الضغط على انتقالها على الناحية الأخرى من الغشاء حيث يتجمع الماء الخالي من الأملاح.
تعني بيانات الشكل الآتي:
- التركيزان الابتدائيان على ناحيتي الغشاء : c1> c2
- الضغطان الأسموزيان على ناحيتي الغشاء : π1> π2
- P1 الضغط المسلط
- p2 الضغط الجوي

يبلغ الضغط الأسموزي لماء الشرب نحو 2 بار ويستخدم عند تطبيق تقنية الأسموزية العكسية لماء الشرب ضغطا بين 3 و30 بار، وهذا يعتمد على نوع الغشاء وشكل الجهاز.
وبغرض تحلية مياه البحر يطبق ضغط بين 60 إلى 80 بار (ضغط جوي) حيث أن الضغط الأسموزي لماء البحر يبلغ 30 بار وهو أعلى بكثير عن الضغط الأسموزي لماء الشرب.

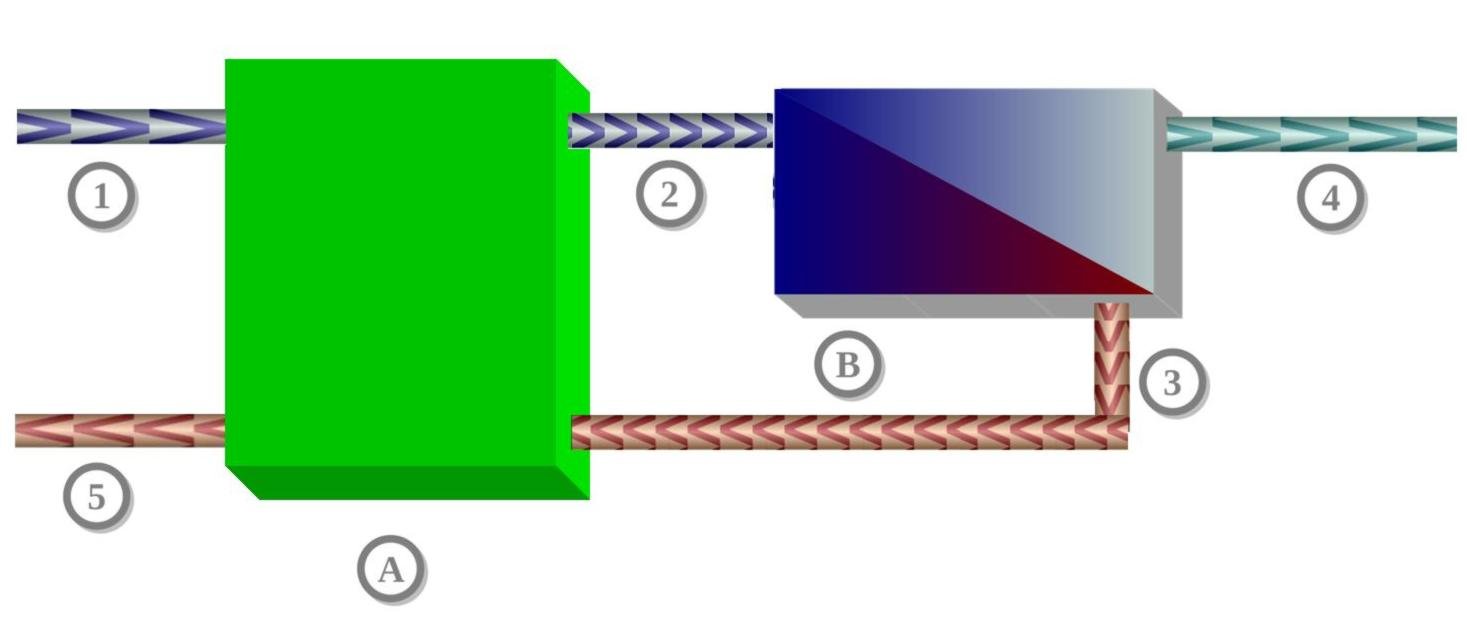
تصميم بسيط لمحطة تحلية مياه:
1: دخول ماء البحر(100%, 1 بار),
2: يضغط ماء البحر(100%, 50 بار)،
3: جريان ماء زادت ملوحته (60%, 48 bar),
4: ماء عذب(40%, 1 بار)،
5: التخلص من الماء الزائدة ملوحته (60%,1 بار)،
A: طلمبة استعادة الضغط،
B: الوحدة الأوزموزية لتحلية المياه

تعمل زيادة الضغط العكسي بمقارنته بضغط التناضح (الضغط الأوزموزي) على تسريع عملية فصل الماء العذب عن ماء زادت ملوحته . ويلقى الماء الزائد الملوحة ثانيا في البحر أ ويمكن تبخيره وفصل أملاح يستفاد منها كيميائيا مثل استخراج المنغنيز وتحضير الكلور.
يبلغ الضغط الأسوموزي لماء البحر الميت نحو 350 بار، مما يستلزم ضغوطا عالية جدا لتحليته.

## تحلية المياه في الوطن العربي
بدأت تحلية المياه في الوطن العربي في سبعينيات القرن العشرين في السعودية.

## تحلية المياه في كاليفورنيا

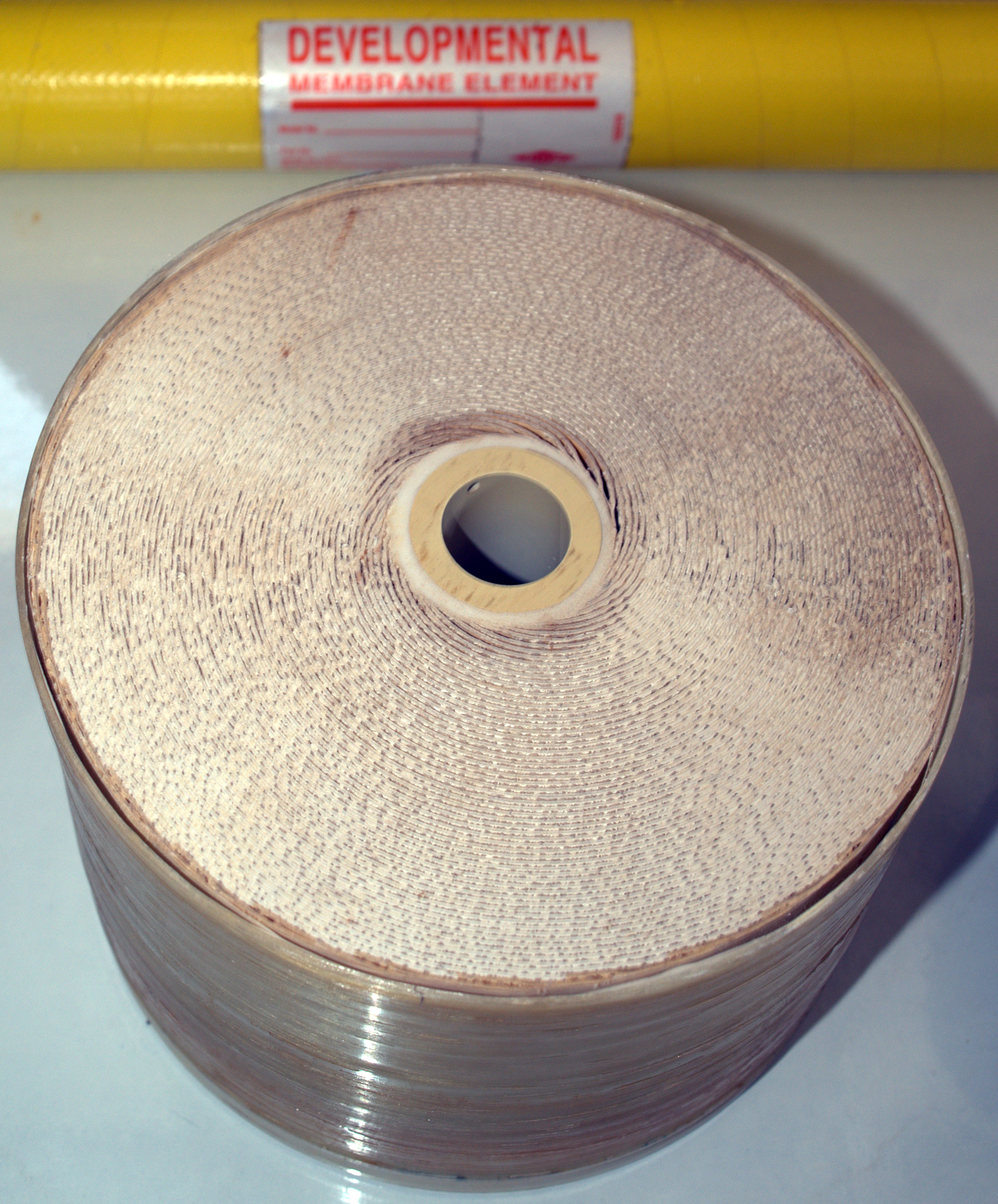
ملف أغشية يستخدم لتحلية ماء البحر

تخطط ولاية كاليفورنيا لإنشاء 17 محطة لتحلية مياه البحر على طول ساحلها. وبدأت في عام 2014 بإنشاء أكبر محطة في الغرب، وهي محطة كارلسباد التي تنتج بعد اكتمالها في عام 2016 نحو 190 مليون لتر ماء عذب يوميا لتزويد سان دييغو. ساعدت في بناء المحطة شركة آي دي إي تكنولوجيز الإسرائيلية.
تعمل المحطة بطريقة التناضح العكسي وتضغط الماء المالح حتى ضغط 70 ضغط جوي لكي ينتقل الماء على الناحية الأخرى من الغشاء من دون الملح. وذكرت مجلة تايم في عددها 9 يونيو 2014 أن محطة في إسرائيل تنتج 625 مليون لتر يوميا من الماء العذب. وصلت كلفة محطة كارلسباد الأمريكية نحو 1 مليار دولار أمريكي، وتقدر كلفة الكهرباء التي ستستغل في تحلية مياه البحر نصف التكلفة النهائية لتحلية المياه. يحتاج تحلية الماء 15.000 كيلو واط ساعة لكل 8و3 مليون لتر ماء عذب (2).